# کلاهک (فضانوردی)

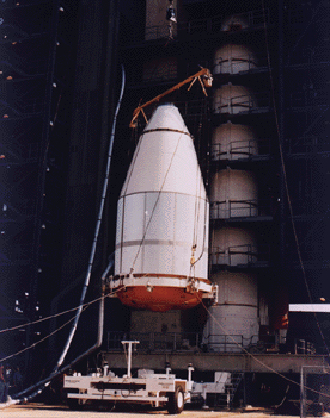
کلاهک حاوی یکی از فضاپیمای وویجر، نصب‌شده روی پرتابگر Titan III / Centaur.

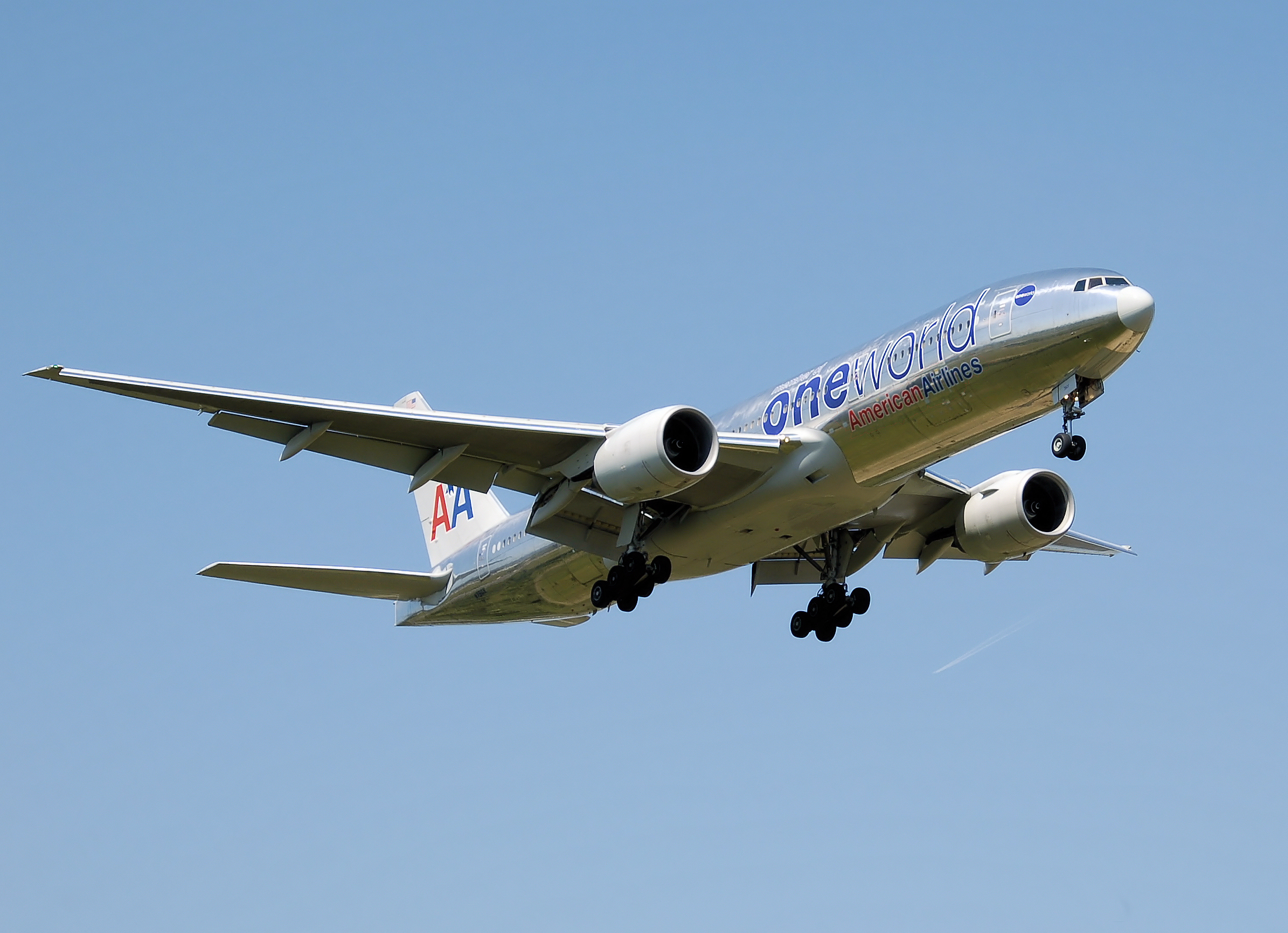
بوئینگ 777-200ER امریکن ایرلاینز. مخروط دماغه، جلویی‌ترین قطعه بدنه است(اینجا سفید رنگ شده است).

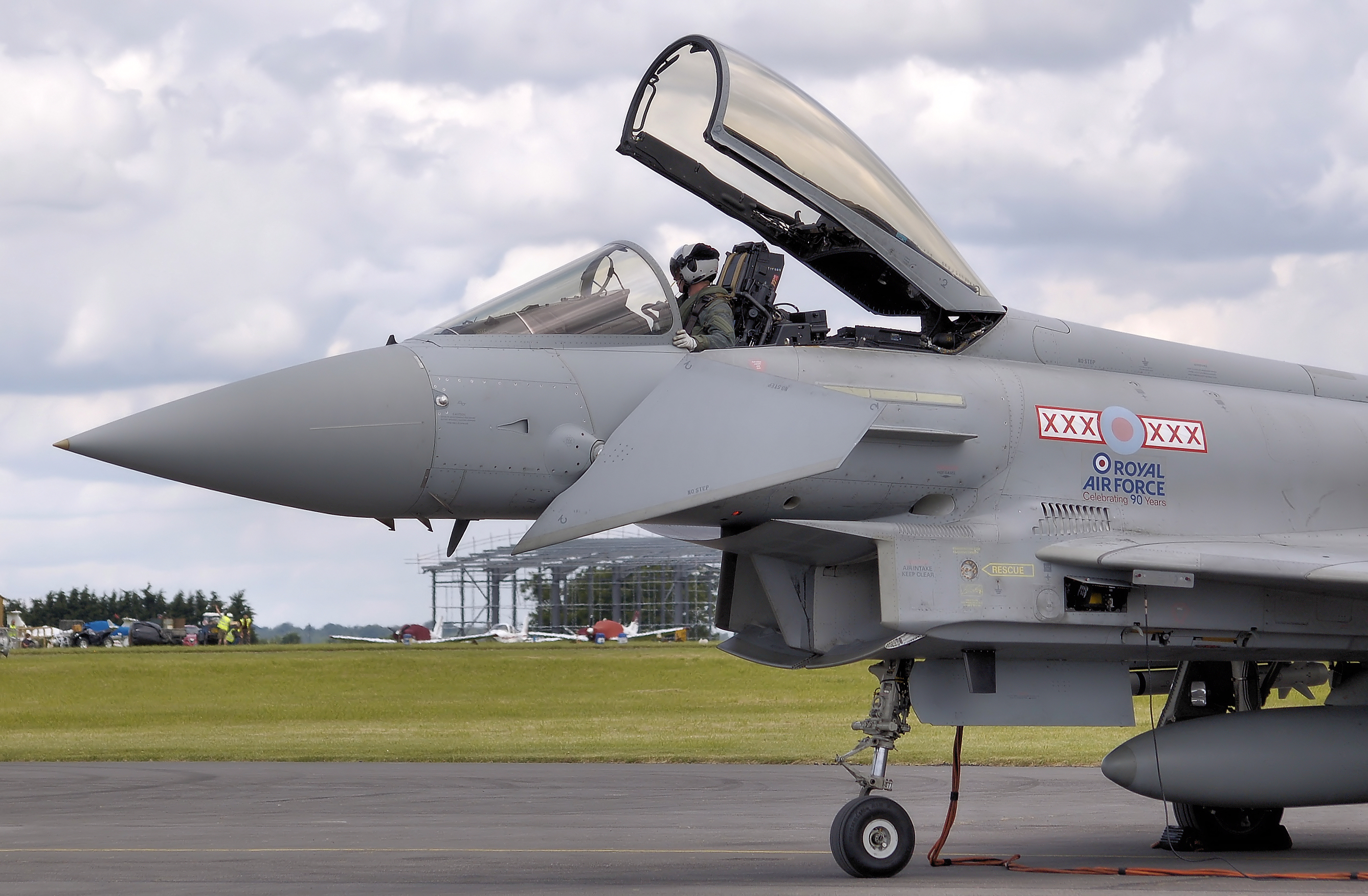
کلاهک تایفون F2 متعلق به RAF.

کلاهک یا مخروط دماغه، قسمت جلویی راکت ، موشک هدایت شونده یا هواپیما است که برای تعدیل رفتارهای جریان هوای ورودی و به حداقل رساندن نیروی پسار طراحی شده است. کلاهک‌ها همچنین برای شناورهای غوطه‌ور مانند زیردریایی‌ها، زیردریاپیماها، اژدرها و وسایل نقلیه زمینی پرسرعت مانند ماشین‌های موشکی و خودرو رکابی طراحی شده‌اند.
- پسارگیر
- پسارگیر بار